# Stick analogique
Pour les articles homonymes, voir Stick.

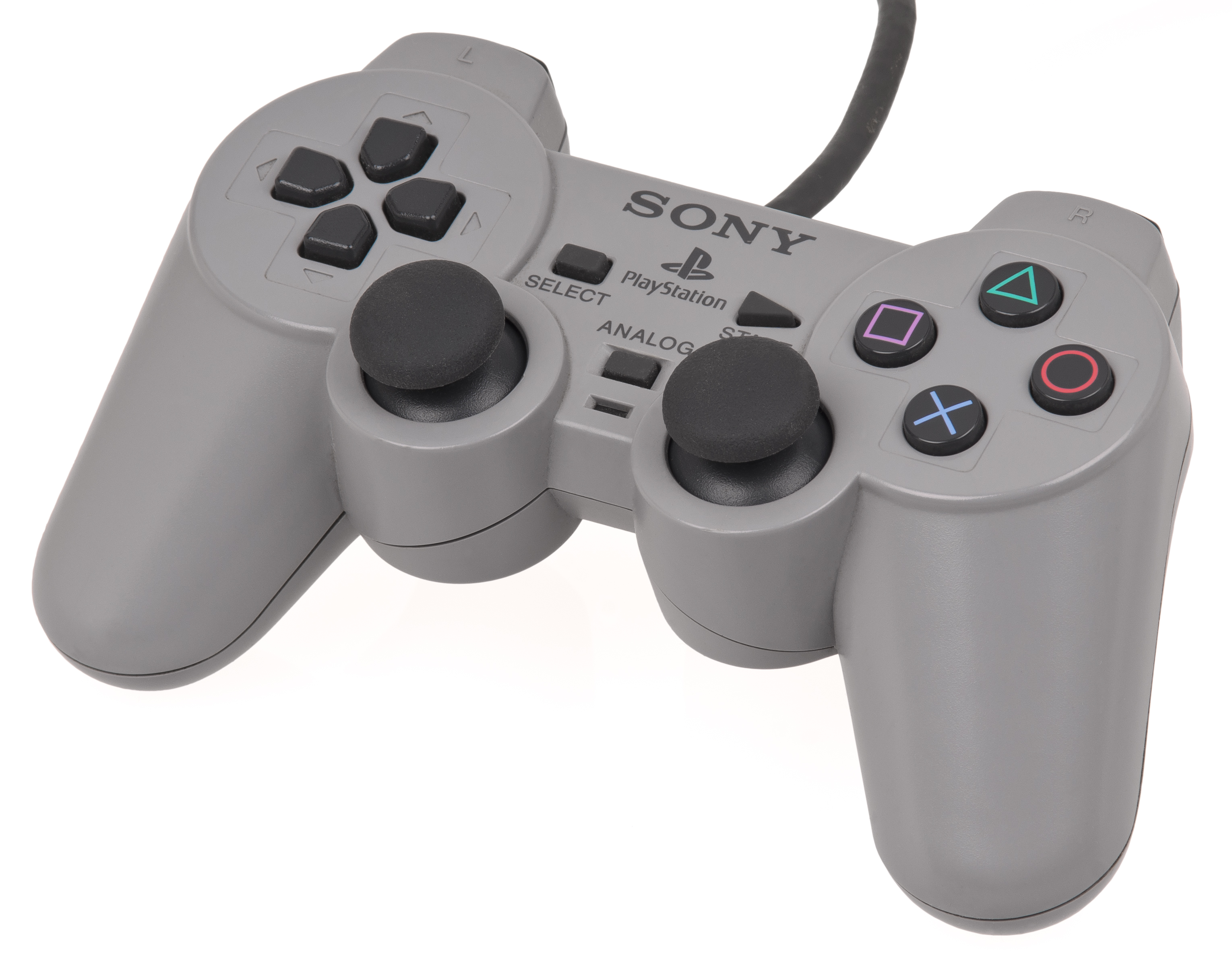
Manette DualShock de la PlayStation, première manette dotée de deux sticks analogiques symétrique.

Le stick analogique est un périphérique d'entrée que l'on trouve généralement sur les manettes de jeu. Il s'agit d'un joystick analogique miniature qui se manie avec le pouce.

## Historique

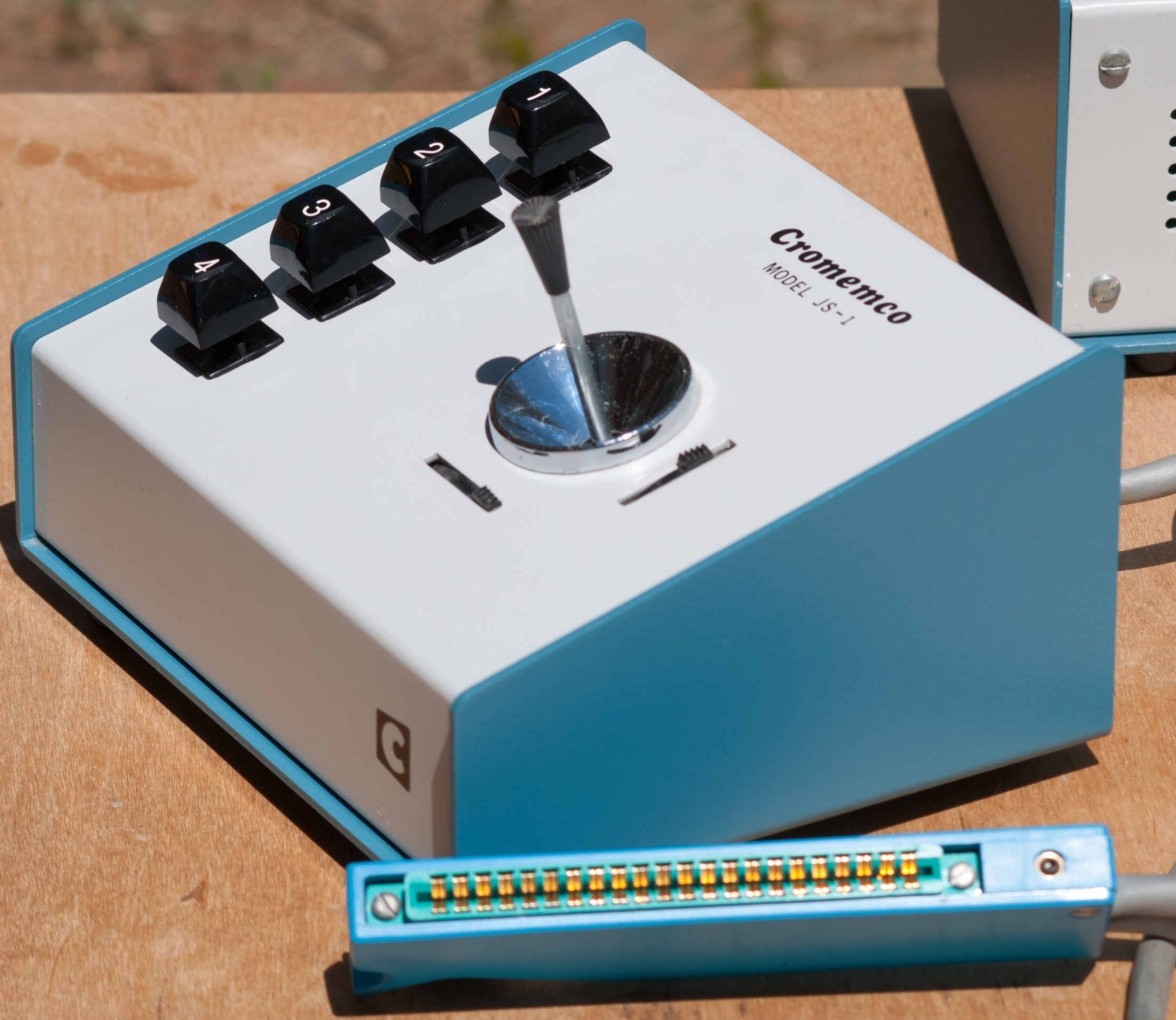
Joystick Cromenco JS-1

Les premiers supports à proposer des joysticks analogiques sont les séries Prinztronic, Acetronic et Interton. Leurs deux sticks utilisaient des potentiomètres mais ne se repositionnait pas au centre tous seuls.
En 1982, Atari a proposé un joystick analogique pour l'Atari 5200,.
En 1996, la manette de la Nintendo 64 est pourvue d'un stick analogique.
En 1997, la manette de la PlayStation, la DualShock, propose deux sticks analogiques, ce qui deviendra petit à petit une norme pour les manettes de jeu.